# Bruno Quadros
Bruno Ewerton Quadros, mais conhecido como Bruno Quadros (Rio de Janeiro, 3 de fevereiro de 1977), é um treinador de futebol e ex-futebolista brasileiro que atuava como volante.
É assistente técnico do Cerezo Ozaka.
Seu avô foi, nos anos 40, um dos destaques do Flamengo tricampeão carioca em 42, 43 e 44.

## Carreira

### Jogador
O carioca criado no bairro do Humaitá, começou no salão, onde atuou com Pedrinho e Felipe, ambos ex-Vasco, e Athirson, ex-Flamengo.
Entre 1999 e 2000, atuou pelo Galatasaray da Turquia.
No início de 2002, acertou com o São Caetano.
No início de 2004, foi contratado pelo Cruzeiro.
Em 2009, com o FC Tokyo conseguiu o Título da Copa Nabisco e terminou em quinto lugar na J-league.

### Treinador
Após se aposentar dos campos, assumiu o comando do Linense. Em fevereiro de 2014, foi dispensado pelo clube.
Em julho de 2014, foi contratado pelo Duque de Caxias para a sequência da Série C do Campeonato Brasileiro.
Comandou a equipe do Marília em 12 partidas do Paulistão 2015 e em abril assumiu como coordenador geral do Departamento de Futebol do clube. Em julho de 2015, foi demitido pelo clube.
No início de 2016, foi contratado para trabalhar como auxiliar do técnico Yoshikazu Nonomura no Consadole Sapporo.
Em 2023, foi contratado pelo Cerezo Ozaka.

## Títulos

### Jogador
Flamengo
- Campeonato Carioca: 1999 e 2001
- Taça Guanabara: 1999, 2001
- Copa dos Campeões Mundiais: 1997
- Copa Rede Bandeirantes: 1997

Galatasaray
- Liga Europa: 1999-00*

Cruzeiro
- Campeonato Mineiro: 2004

Consadole Sapporo
- Campeonato Japonês da Segunda Divisão: 2007

FC Tokyo
- Copa da Liga Japonesa: 2009